# 박문웅 (1642년)
박문웅(朴文雄, 1642년 ∼ 1720년)은 조선시대 후기의 무신, 군인이다. 자는 사위(士偉)이고, 본관은 충주(忠州)이다. 익산 출신. 1676년(현종 7) 무과(武科)에 급제하여 절충장군, 호군, 경덕궁위장, 경복궁가위장, 비변사당상, 군산첨사(群山僉使) 등을 역임하고 가선대부(嘉善大夫)에 이르렀다.

## 생애
전라북도 익산군 용안면 출신이다. 1676년(현종 7) 무과(武科)에 급제, 선전관을 거쳐 1681년(숙종 7년) 어영청초관(御營廳哨官)이 되었다. 1681년 12월 23일의 삭사시(朔射試)에서 입격하지 못하여 김기훈(金起勳) 등과 함께 전례대로 태형을 받았다. 1703년(숙종 29년) 7월 18일 정방산성별장(正方山城別將), 이후 절충장군으로 승진, 호군 등을 역임했다. 1705년(숙종 31년) 5월 11일 경덕궁가위장(慶德宮假衛將)이 되었다가 이후 병조참의, 병조참지, 비변사당상 등을 역임하였다. 1707년(숙종 33년) 7월 13일 경복궁가위장(景福假衛將)이 되었다가 이후 첨지중추부사를 거쳐 다시 1712년(숙종 40년) 6월 12일 경복궁가위장(景福宮假衛將)이 되었다. 1714년(숙종 40년) 6월 22일 군산첨사(群山僉使)로 부임했다. 관직은 가선대부에 이르렀다.

## 같이 보기
- 어영청
- 위장
- 경복궁
- 경덕궁
- 익산군